# 両国橋 (島根県・広島県)
両国橋（りょうごくばし）は、島根県・広島県県境を流れる江の川にかかる道路橋。

## 諸元
- 路線名 : 広島県道・島根県道4号甲田作木線・島根県道・広島県道7号浜田作木線・広島県道・島根県道112号三次江津線（3路線重用区間）
- 竣工年 : 1976年[2]（架橋1974年[3]）
- 橋種 : 2径間下路式ランガー橋[3]
- 橋長 : 150 m[2]
- 支間長 : 2@74 m[2]
- 幅 : 7.4 m [2]

橋が県境にあたり、それぞれアーチ部に標識が設置されている。橋の管理は島根県と広島県が期間を区切って交互に行っている。

## 沿革
この地の西側、邑南町口羽は戦国時代口羽通良の領地であり、居城琵琶甲城があった。そのためこの地は古くから交通の要所であったと推定されている。近代に入り高瀬舟による舟運が発達し、主に木材や鉄（たたら製鉄）が運ばれ、この地の東側の作木町大野・西側の下口羽は共にその船着き場であった。ただ橋がかけられるのは現代に入ってからのことになる。
1952年（昭和27年）、初代の両国橋が架橋した。当時は現在より100 m上流の位置で、太平洋戦争中軍事供出によって木材が枯渇した周辺の山々からやっと切り出して造った木橋であり、同年5月には盛大な渡初式が開かれた。ただ、竣工当時から洪水時の水位より低い橋であった。そのため同年7月、洪水によって流出した。渡初式から49日で落橋したことから「四十九日橋」と揶揄されていたという。
1954年（昭和29年）、初代と同じ位置に2代目となるトラス橋が架け替えられた。ただこれも1972年昭和47年7月豪雨により半分流出した。
1976年（昭和49年）、現在位置に3代目としてアーチ橋が架けられた。